# Acidaliastis curvilinea
Acidaliastis curvilinea là một loài bướm đêm trong họ Geometridae.